# Acnephalum futile
Acnephalum futile är en tvåvingeart som beskrevs av Wulp 1899. Acnephalum futile ingår i släktet Acnephalum och familjen rovflugor.
Artens utbredningsområde är Sydjemen. Inga underarter finns listade i Catalogue of Life.